# Llista de monuments de la Fatarella
Llista de monuments de la Fatarella inclosos en l'Inventari del Patrimoni Arquitectònic Català per al municipi de la Fatarella (Terra Alta). Inclou els inscrits en el Registre de Béns Culturals d'Interès Nacional (BCIN) amb les classificacions de monument històric i jardí històric, els Béns Culturals d'Interès Local (BCIL) de caràcter immoble i la resta de béns arquitectònics integrants del patrimoni cultural català.
| Monument                                                         | Protecció | Estil/època                         | Localització                                     | Coordenades                                          | Codi?     | Imatge |
| ---------------------------------------------------------------- | --------- | ----------------------------------- | ------------------------------------------------ | ---------------------------------------------------- | --------- | --- |
| Església parroquial de Sant Andreu                               | BCIL 1982 | Gòtic tardà, barroc XVII            | La Fatarella Pl. de l'Església - pl. Major       | 41° 09′ 45″ N, 0° 28′ 24″ E / 41.162552°N,0.473237°E | IPA-11716 | Església parroquial de Sant Andreu (la Fatarella) · Vegeu més fotos d'aquest monument · Carregueu una nova foto d'aquest monument               |
| Ca Balcebre                                                      |           | Gòtic, renaixement, barroc XVI-XVII | La Fatarella Pl. de l'Església                   | 41° 09′ 45″ N, 0° 28′ 23″ E / 41.16257°N,0.47294°E   | IPA-11717 | Ca Balcebre (la Fatarella) · Vegeu més fotos d'aquest monument · Carregueu una nova foto d'aquest monument                                      |
| Capella de la Mare de Déu del Carme                              |           | Obra popular XVIII                  | La Fatarella                                     | 41° 09′ 56″ N, 0° 28′ 22″ E / 41.165484°N,0.472876°E | IPA-11718 | Capella de la Mare de Déu del Carme (la Fatarella) · Modifica el valor a Wikidata · Carregueu una nova foto d'aquest monument                   |
| Ermita de la Mare de Déu de la Misericòrdia                      | BCIL 1982 | Barroc XVIII                        | La Fatarella C. Mirador de la Terra Alta         | 41° 09′ 38″ N, 0° 28′ 25″ E / 41.160442°N,0.473640°E | IPA-11719 | Ermita de la Mare de Déu de la Misericòrdia (la Fatarella) · Vegeu més fotos d'aquest monument · Carregueu una nova foto d'aquest monument      |
| Ermita de Sant Pau                                               |           | Obra popular XVIII                  | La Fatarella Al camí de Sant Francesc            | 41° 09′ 53″ N, 0° 27′ 51″ E / 41.164589°N,0.464182°E | IPA-11720 | Carregueu una nova foto d'aquest monument |
| Ermita de Sant Francesc                                          | BCIL 1982 | Barroc XVII                         | La Fatarella Barranc i camí de Sant Francesc     | 41° 12′ 47″ N, 0° 25′ 02″ E / 41.213124°N,0.417303°E | IPA-11721 | Carregueu una nova foto d'aquest monument |
| La Berena                                                        |           | Obra popular XIX-XX                 | La Fatarella Al camí de Sant Francesc            |                                                      | IPA-11722 | Carregueu una nova foto d'aquest monument |
| Perxe de Ca Felip                                                |           | Obra popular                        | La Fatarella C. Solà                             | 41° 09′ 47″ N, 0° 28′ 20″ E / 41.162974°N,0.472296°E | IPA-11723 | Perxe de Ca Felip (la Fatarella) · Vegeu més fotos d'aquest monument · Carregueu una nova foto d'aquest monument                                |
| Perxe de Capam                                                   |           | Obra popular                        | La Fatarella C. de la Font                       | 41° 09′ 48″ N, 0° 28′ 21″ E / 41.163202°N,0.472519°E | IPA-11724 | Carregueu una nova foto d'aquest monument |
| Perxe de Ca la Nieves                                            |           | Obra popular                        | La Fatarella C. Sant Andreu - c. de Baix         | 41° 09′ 44″ N, 0° 28′ 25″ E / 41.162142°N,0.473691°E | IPA-11725 | Perxe de Ca la Nieves (la Fatarella) · Vegeu més fotos d'aquest monument · Carregueu una nova foto d'aquest monument                            |
| Perxe de Belart                                                  |           | Obra popular                        | La Fatarella C. Alt - c. Sant Andreu - pl. Major | 41° 09′ 44″ N, 0° 28′ 24″ E / 41.162201°N,0.473305°E | IPA-11726 | Perxe de Belart (la Fatarella) · Vegeu més fotos d'aquest monument · Carregueu una nova foto d'aquest monument                                  |
| La Font de Sant Joan                                             |           | Obra popular XVI                    | La Fatarella                                     | 41° 09′ 53″ N, 0° 28′ 17″ E / 41.164749°N,0.471497°E | IPA-11727 | La Font de Sant Joan (la Fatarella) · Vegeu més fotos d'aquest monument · Carregueu una nova foto d'aquest monument                             |
| Sínia amb aqüeducte de Vall de Pregoles                          |           | Obra popular XIX                    | La Fatarella A prop de l'ermita de Sant Francesc |                                                      | IPA-11728 | Carregueu una nova foto d'aquest monument |
| Ermita de Sant Bartomeu                                          | BCIL 1982 | Gòtic XIII                          | La Fatarella Les Camposines                      | 41° 06′ 59″ N, 0° 32′ 13″ E / 41.116444°N,0.537064°E | IPA-11730 | Ermita de Sant Bartomeu (la Fatarella) · Vegeu més fotos d'aquest monument · Carregueu una nova foto d'aquest monument                          |
| Cabanes                                                          |           | Obra popular                        | La Fatarella                                     |                                                      | IPA-11731 | Carregueu una nova foto d'aquest monument |
| La Sopa, Forn de teules                                          |           |                                     | La Fatarella A la vora del camí de Sant Francesc |                                                      | IPA-11732 | Carregueu una nova foto d'aquest monument |
| Cal Sant                                                         |           | Obra popular, barroc XVII           | La Fatarella C. Sant Andreu                      | 41° 09′ 43″ N, 0° 28′ 25″ E / 41.161862°N,0.473575°E | IPA-11733 | Cal Sant (la Fatarella) · Vegeu més fotos d'aquest monument · Carregueu una nova foto d'aquest monument                                         |
| Espais històrics de la Batalla de l'Ebre: les Devees             | BCIL 2005 | XX Inici                            | La Fatarella Les Devees                          | 41° 08′ 12″ N, 0° 29′ 34″ E / 41.13678°N,0.49264°E   | IPA-30888 | Carregueu una nova foto d'aquest monument |
| Cal Xico                                                         |           | Obra popular XVI                    | La Fatarella C. Solà, 23                         | 41° 09′ 46″ N, 0° 28′ 21″ E / 41.162655°N,0.472594°E | IPA-30985 | Carregueu una nova foto d'aquest monument |
| Ca Barbereto                                                     |           | Obra popular XVI-XVII               | La Fatarella C. de la Font, 1                    | 41° 09′ 47″ N, 0° 28′ 20″ E / 41.163103°N,0.472347°E | IPA-30986 | Carregueu una nova foto d'aquest monument |
| Ca Pellissa                                                      |           | Obra popular, barroc XVIII-XIX      | La Fatarella C. Alt, 6                           | 41° 09′ 43″ N, 0° 28′ 24″ E / 41.162011°N,0.473299°E | IPA-30987 | Ca Pellissa (la Fatarella) · Vegeu més fotos d'aquest monument · Carregueu una nova foto d'aquest monument                                      |
| Ca Xiximot                                                       |           | Obra popular, barroc XVIII          | La Fatarella C. de Baix                          |                                                      | IPA-30988 | Carregueu una nova foto d'aquest monument |
| Casa Maura                                                       |           | Obra popular, barroc XVIII Mitjan   | La Fatarella C. Moreres, 20                      | 41° 09′ 45″ N, 0° 28′ 27″ E / 41.162615°N,0.474056°E | IPA-30989 | Carregueu una nova foto d'aquest monument |
| Cal Roquet                                                       |           | Obra popular, gòtic Medieval        | La Fatarella C. de la Font, 19                   | 41° 09′ 49″ N, 0° 28′ 22″ E / 41.16348°N,0.47267°E   | IPA-30990 | Carregueu una nova foto d'aquest monument |
| Cal Mariano                                                      |           | Obra popular, gòtic Medieval        | La Fatarella C. del Forn, 2                      | 41° 09′ 46″ N, 0° 28′ 23″ E / 41.162714°N,0.47309°E  | IPA-30991 | Carregueu una nova foto d'aquest monument |
| Cal Fillo                                                        |           | Obra popular, gòtic XVI             | La Fatarella C. del Forn, 3                      | 41° 09′ 46″ N, 0° 28′ 22″ E / 41.16288°N,0.47279°E   | IPA-30993 | Carregueu una nova foto d'aquest monument |
| Perxe Fosc                                                       |           | Obra popular XVIII                  | La Fatarella C. Alt                              | 41° 09′ 43″ N, 0° 28′ 24″ E / 41.162027°N,0.473249°E | IPA-30996 | Perxe Fosc (la Fatarella) · Vegeu més fotos d'aquest monument · Carregueu una nova foto d'aquest monument                                       |
| Perxe del Bo                                                     |           | Obra popular XVII                   | La Fatarella C. de Baix - c. de les Moreres      | 41° 09′ 45″ N, 0° 28′ 27″ E / 41.16240°N,0.47410°E   | IPA-30998 | Carregueu una nova foto d'aquest monument |
| Perxe de Ca Pellissa                                             |           | Gòtic XIII-XIV                      | La Fatarella C. Alt, 6                           | 41° 09′ 43″ N, 0° 28′ 24″ E / 41.16199°N,0.47325°E   | IPA-30999 | Perxe de Ca Pellissa (la Fatarella) · Vegeu més fotos d'aquest monument · Carregueu una nova foto d'aquest monument                             |
| Perxe tapiat al carrer del Forn                                  |           | Obra popular XVI                    | La Fatarella C. del Forn, 3                      | 41° 09′ 46″ N, 0° 28′ 22″ E / 41.162844°N,0.472827°E | IPA-31000 | Perxe tapiat al carrer del Forn (la Fatarella) · Vegeu més fotos d'aquest monument · Carregueu una nova foto d'aquest monument                  |
| Ca Segura                                                        |           | Gòtic-renaixement XV                | La Fatarella C. Solà, 29                         | 41° 09′ 46″ N, 0° 28′ 21″ E / 41.162789°N,0.4724°E   | IPA-31002 | Carregueu una nova foto d'aquest monument |
| Mas entre les Camposines i la Fatarella                          |           | Obra popular XIX                    | La Fatarella Ctra. TV-7331                       |                                                      | IPA-31003 | Carregueu una nova foto d'aquest monument |
| Pou o Sénia de la Ribera                                         |           | Obra popular XVIII                  | La Fatarella Ctra. TV-7331                       |                                                      | IPA-31004 | Carregueu una nova foto d'aquest monument |
| Molins al carrer del Molins                                      |           | Obra popular XVIII                  | La Fatarella C. dels Molins                      | 41° 09′ 51″ N, 0° 28′ 21″ E / 41.164215°N,0.472638°E | IPA-31005 | Carregueu una nova foto d'aquest monument |
| Ventes de les Camposines                                         |           | Obra popular XIX                    | La Fatarella Encreuament ctra. N-420 i TV-7331   | 41° 06′ 40″ N, 0° 31′ 52″ E / 41.111°N,0.531139°E    | IPA-31006 | Carregueu una nova foto d'aquest monument |
| Espais històrics Batalla de l'Ebre: Monòlit Tanquista            | BCIL 2005 | XX                                  | La Fatarella                                     | 41° 10′ 22″ N, 0° 29′ 18″ E / 41.172811°N,0.488385°E | IPA-31045 | Espais històrics Batalla de l'Ebre: Monòlit Tanquista (la Fatarella) · Modifica el valor a Wikidata · Carregueu una nova foto d'aquest monument |
| Espais històrics Batalla de l'Ebre: estela funerària Camposines  | BCIL 2005 | XX Mitjan                           | La Fatarella Les Camposines                      | 41° 06′ 39″ N, 0° 32′ 12″ E / 41.110810°N,0.536684°E | IPA-31053 | Carregueu una nova foto d'aquest monument |
| Espais històrics Batalla de l'Ebre: Espai Històric IV de Navarra | BCIL 2005 | XX                                  | La Fatarella Serra dels Valencians               | 41° 08′ 34″ N, 0° 29′ 23″ E / 41.142727°N,0.489799°E | IPA-31061 | Carregueu una nova foto d'aquest monument |
| Alberg de la Fatarella, la Casa Ecològica                        |           | 1993-1999                           | La Fatarella Camí de la Mare de Déu del Carme    | 41° 09′ 57″ N, 0° 28′ 21″ E / 41.16575°N,0.47253°E   | IPA-46486 | Alberg de la Fatarella · Modifica el valor a Wikidata · Carregueu una nova foto d'aquest monument                                               |